# خيط نثري
الخيط النثري ويُعرف أيضًا باسمِ خيط السرد أو خيط المُخطَّط أو بشكل أكثر غموضًا خط القصة هي عناصر وأساليب معينة من الكتابة لتركيز القصّة على الحدث أو خبرة الشخصيات بدلًا من ربط مسألة في نوعٍ من السرد الجماعي؛ وبالتالي فإنَّ الخيوط السردية التي تختبرها شخصيات مختلفة أو محددة أو مجموعات من الشخصيات هي تلك التي تُرى في عيون تلك الشخصيات التي تشكل معًا عنصر مخطط أو مخطط فرعي في عمل كتابي.
من خلال استخدام خيوط ترابط مختلفة؛ يُمكن للكاتب القارئ من الحصول على أجزاء من المخطط الكلي أثناء وضعه في تحديد هويته مع الشخصيات أو تجربة الموقف كما لو كان القارئ جزءًا من الإجراء. يساعد هذا في الإثارة وإشراك القارئ في القصة أثناء تطورها.
البنية الكلاسيكية للخيط السردي التي تُستخدم غالبًا في كل من الكتابة الخيالية وغير الخيالية هي رحلة الأبطال مع بداية ووسط ونهاية. عادةً ما يتمُّ كسر نسق الحياة اليومية للشخصية من خلال حدث مثير للغاية يؤدي إلى القصة الرئيسية ثمَّ تبني الحِبكة إلى نقطة اللاعودة حيث لا يوجد خيار أمام بطل الرواية سوى التعامل مع الأمور وبالتالي يتمُّ اختباره.